# Bao Chunlai
Bao Chunlai (chiń. upr. 鲍春来; chiń. trad. 鮑春來; pinyin Bào Chūnlái; ur. 17 lutego 1983 w Changsha, Chiny) – chiński profesjonalny, leworęczny badmintonista, specjalizujący się w grze pojedynczej mężczyzn.
Uczestniczył w igrzyskach olimpijskich w Atenach – odpadł w 1/8 finału, i igrzyskach olimpijskich w Pekinie, gdzie doszedł do ćwierćfinału.
Brał udział w mistrzostwach świata w badmintonie, gdzie zajął 3. miejsce w roku 2003 i 2007, oraz 2 w 2006.